# Dharampuri
Dharampuri is een nagar panchayat (plaats) in het district Dhar van de Indiase staat Madhya Pradesh. 

## Demografie
Volgens de Indiase volkstelling van 2001 wonen er 13.229 mensen in Dharampuri, waarvan 51% mannelijk en 49% vrouwelijk is. De plaats heeft een alfabetiseringsgraad van 62%. 